# Joaquín Navarro-Valls
Joaquín Navarro-Valls (Cartagena, 16 de novembre de 1936 - Roma, 5 de juliol de 2017) fou un metge i periodista, portaveu del Vaticà entre el 1984 i el 2006, durant el pontificat de Joan Pau II.

## Biografia
Estudià a la Universitat de Granada, Universitat de Navarra i Universitat de Barcelona, on es llicencià en Medicina i Quirúrgica el 1961, en Periodisme el 1968 i en Ciències de la Comunicació el 1980. Fou professor de Medicina entre 1962 i 1964. Com a periodista, abans de treballar pel Vaticà fou fundador de la revista universitària Diagonal de Barcelona el 1964, president de l'Associació de Premsa Estrangera a Itàlia, corresponsal de Nuestro Tiempo, i des del 1977 corresponsal a Itàlia del diari ABC. També fou membre de la delegació de la Santa Seu per a les conferències internacionals de l'ONU del Caire (1994), Copenhague (1995), Beijing (1995) i Istanbul (1996).
Fou portaveu del Vaticà durant 22 anys en què va acompanyar Joan Pau II en 128 viatges. A la seva jubilació recordava més durs foren els de la dècada del 1980, al final de la Guerra Freda. Quan deixà de ser el portaveu de la Santa Seu passà a treballar al consell assessor de la Universidad Campus Bio-Mèdic de Roma.